# Buducnost Podgorica (volley-ball masculin)
Cet article traite de l'équipe de volley-ball masculin. Pour les autres sports, voir Budućnost Podgorica.
 (mars 2025).
Le Buducnost Podgoricka Banka est un club monténégrin de volley-ball, fondé en 1936 et basé à Podgorica.

## Historique
- Le club de Buducnost est issu en 1977 de la fusion du 13 mai et du Prolétaire
- Le club a pris sa dénomination actuelle en 1995

## Palmarès
- Championnat de Serbie-et-Monténégro (3)
  - Vainqueur : 2002, 2005, 2006
  - Finaliste : 1998
- Coupe de Serbie-et-Monténégro (1)
  - Vainqueur : 2000
- Championnat du Monténégro (2)
  - Vainqueur : 2007, 2008
  - Finaliste : 2009, 2010, 2011, 2012, 2013, 2014, 2015, 2016, 2018, 2019, 2021, 2022[1], 2023, 2024[2]
- Coupe de Monténégro masculine de volley-ball (3)
  - Vainqueur : 2007, 2008, 2009

## Entraîneurs
- 1997-2009 :  Igor Kolaković

## Effectif de la saison en cours
Entraîneur : Igor Kolaković  Serbie-et-Monténégro ; entraîneur-adjoint : Srđan Popović  Serbie-et-Monténégro
| Numéro | Nom                    | Taille | Nationalité          |
| 1      | Ivan STELJIĆ           | 2,00   | Serbie-et-Monténégro |
| 3      | Kemal ŠEĆERAGIĆ        | 2,02   | Serbie-et-Monténégro |
| 4      | Anđelko DANGUBIĆ       | 2,08   | Serbie-et-Monténégro |
| 5      | Vladimir RAKIĆ         | 1,95   | Serbie-et-Monténégro |
| 6      | Ivica JEVTIĆ           | 1,97   | Serbie-et-Monténégro |
| 7      | Ivan RAŠOVIĆ           | 1,90   | Serbie-et-Monténégro |
| 8      | Saša STAROVIĆ          | 2,07   | Serbie-et-Monténégro |
| 9      | Nikola KAŽIĆ           | 1,96   | Serbie-et-Monténégro |
| 10     | Ivan ILIĆ              | 1,95   | Serbie-et-Monténégro |
| 12     | Aleksandar MILIVOJEVIĆ | 1,97   | Serbie-et-Monténégro |
| 14     | Marko ZLATIĆ           | 2,01   | Serbie-et-Monténégro |
| 15     | Marko BAGARIĆ          | 1,88   | Serbie-et-Monténégro |
| 16     | Nemanja DUKIĆ          | 1,94   | Serbie-et-Monténégro |
| 17     | Aleksandar MINIĆ       | 2,05   | Serbie-et-Monténégro |
| 18     | Miloš ĆULAFIĆ          | 2,05   | Serbie-et-Monténégro |